# Kyrkberget (berg)
Kyrkberget är ett berg som ligger delvis i Malung-Sälens kommun och delvis i Mora kommun.

## Vindkraftverk
Under åren 2010 och 2011 byggdes tio vindkraftverk på den östliga sidan av berget, som tillhör Mora kommun. Vindkraftverken har turbiner av typen Siemens SWT-2.3-101 och byggdes av företaget Nordisk Vindkraft. Vindkraftverken togs i bruk år 2011 och drivs av företaget Jämtkraft. Byggnadslovet för vindkraftverken överklagades av flera personer innan vindkraftverken byggdes, och kritik riktades mot bygget med hänvisning till att det skulle förstöra miljön på berget, närheten till naturreservatet Lybergsgnupen, samt placeringen nära kommungränsen (som närmast 50 meter från gränsen). Nordisk Vindkraft gav i koppling till bygget stöd till den lokala skoterklubben och jaktlaget för upprustning av en jaktstuga och slogbodar.